# Max Guillaume
Maxime Paul (Max) Guillaume (Roermond, 23 oktober 1877 – aldaar, 1 september 1944) was een Belgisch componist, muziekpedagoog, dirigent en pianist van Nederlandse komaf.
Hij was de zoon van de uit Brugge afkomstige Louis Marie Paul Guillaume (1851-1904) en diens echtgenote Henriëtte Mélanie Lardinois. Vader was jarenlang dirigent van de Koninklijke Harmonie van Roermond, moeder een uit Luikse afkomstige sopraan. De familie Guillaume, inclusief grootvader Joseph, speelde een belangrijke rol in het muziekleven in de provincie Limburg. Een jongere broer van Max, Carlo Guillaume, Charle Adolphe Berthé Guillaume (1878-1931)), werd een in Gent afgestudeerde fluitist, dirigent en muziekdocent in Brussel en was getrouwd met een hofharpiste van de Belgische koningin.

## Levensloop
Guillaume kreeg zeker de eerste muzieklessen van zijn ouders. Hij studeerde viool en orkestdirectie aan het Koninklijk Conservatorium te Gent. Hij had grote en diverse successen in België en Frankrijk. Hij werd directeur van de Opera te Gent. Later vestigde hij zich weer in Roermond. Aldaar werd hij directeur van de muziekschool. Hij werd er voorts als opvolger van zijn vader Louis Guillaume dirigent van de Koninklijke Harmonie van Roermond. In 1907 nam Max Guillaume de dirigeerstok over van Jan Engelbert Tonnaer, werd tot dirigent van de Koninklijke Harmonie van Thorn benoemd en bleef dit, net als in Roermond, tot zijn plotselinge dood in 1944. Onder zijn leiding maakte de harmonie een enorme groei en verbetering van het muzikale niveau door. Al spoedig promoveerde het orkest enkele keren op rij tot het ensemble uiteindelijk uitkwam in de hoogste afdeling, de superieure afdeling en nam ook daar met groot succes aan deel. Van 1938 tot zijn overlijden was hij voorts dirigent van de Koninklijke Harmonie "Lentekrans" Linne.
Hij gaf als muziekpedagoog ook privélessen. Een van zijn bekende leerlingen is Leon Biessen, zelf ook dirigent en de vader van Harrie Biessen.
Als componist schreef hij werken voor orkest en harmonieorkest.

## Composities

### Werken voor orkest
- Menuet Régence
- Les amours de colombine, suite
- Serenade

### Werken voor harmonieorkest
- Roermondse mars
- Oranje Hoog!

### Vocale muziek
- Aan vaders ziej